# 高松藩

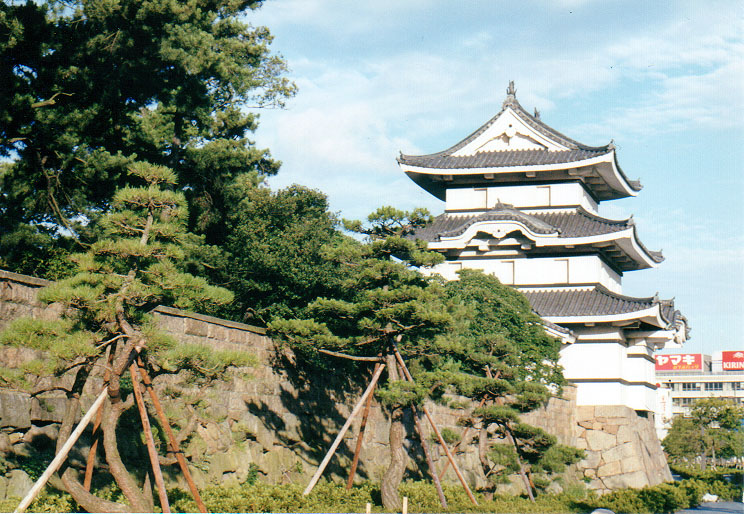
高松城

高松藩（日语：／ Takamatsu han */?）是日本江戶時代的一個藩，位於讚岐國（今香川縣），藩廳是高松城。藩主是生駒氏及水戶松平氏。

## 歷史
1587年豐臣秀吉家臣生駒親正獲封讚岐一國17萬石。關原之戰時因支持德川軍，生駒氏確保領地。1640年生駒氏因家內騷動被移封。
其領內的土地一度成為西條藩、大洲藩及今治藩領土。
1642年水戶德川家德川賴房長男松平賴重分封為12萬石的大名。主要的工作在監視西國大名。五代藩主賴恭時期建造了栗林莊（今栗林公園），開發草藥事業。1868年幕末戰爭支援幕府軍。1871年實行廢藩置縣後，成為了高松縣，後來改名為香川縣。

## 歷任藩主
- 生駒氏

17萬3千石
1. 生駒親正
2. 生駒一正
3. 生駒正俊
4. 生駒高俊

- 水戶松平家

12萬石
1. 松平賴重
2. 松平賴常
3. 松平賴豐
4. 松平賴桓
5. 松平賴恭
6. 松平賴真
7. 松平賴起
8. 松平賴儀
9. 松平賴恕
10. 松平賴胤
11. 松平賴聰